# 龙池郡
龙池郡，中国唐朝时设置的郡。
唐玄宗天宝元年（742年），改山州置龙池郡。属岭南道。治所在龙池县（今广西博白县西南龙潭镇）。下辖龙池县、盆山县（今广西合浦县公馆镇）。唐肃宗乾元元年（758年）复改为山州。